# Strontiumnitride
Strontiumnitride is een anorganische verbinding van strontium en stikstof, met als brutoformule Sr3N2. Het kan bereid worden door elementair strontium te verhitten in aanwezigheid van distikstof.
Zoals alle metaalnitriden, reageert ook strontiumnitride met water tot het overeenkomstige hydroxide (strontiumhydroxide) en ammoniak:
{\displaystyle \mathrm {Sr_{3}N_{2}+6\ H_{2}O\rightarrow 3\ Sr(OH)_{2}+2\ NH_{3}} }